# Nasif al-Nassar
Nasif ibn al-Nassar al-Wa'ili (arabisch ناصيف النصار; gestorben 24. September 1781) war Mitte des 18. Jahrhunderts der mächtigste Scheich der schiitischen Stämme (Matawilah) von Dschabal ʿAmil (dem heutigen Südlibanon). Er lebte in der Stadt Tebnine und war das Oberhaupt des Ali al-Saghir-Clans. Unter seiner Führung blühte der Dschabal ʿAmil auf, was vor allem auf die Einnahmen aus dem Export von gefärbten Baumwollstoffen an europäische Händler zurückzuführen war.

## Leben

### Konflikt und Bündnis mit Dhaher al-Omar

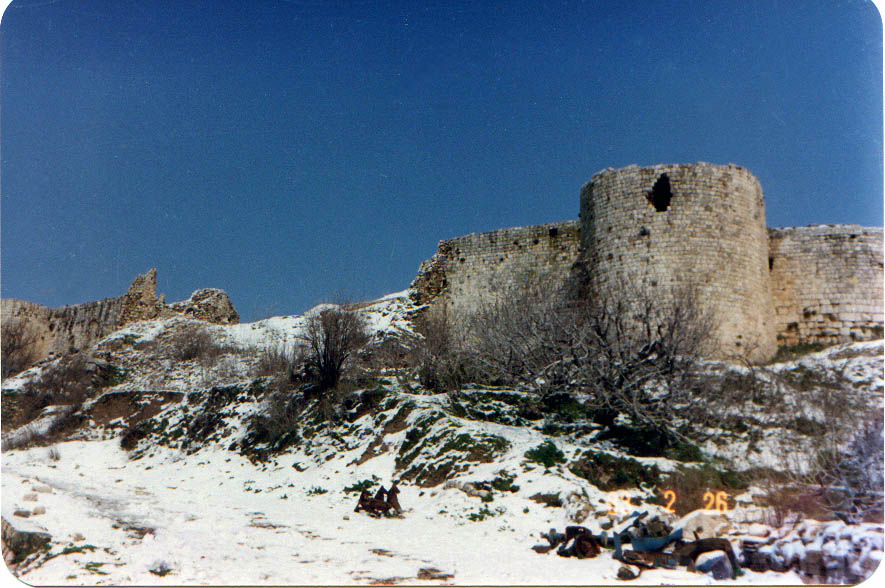
Nasif nutzte die Festung Tebnine als Hauptquartier.

Nasif trat die Nachfolge seines Bruders Zahir al-Nassar als Oberhaupt des Ali-al-Saghir-Clans an, nachdem dieser 1749 bei einem Sturz vom Dach seines Palastes ums Leben gekommen war. Zwischen 1750 und 1768 geriet Nasif zeitweise in Konflikt mit dem autonomen arabischen Herrscher von Nordpalästina, Dhaher al-Omar. 1766 wurde Nasif von Dhaher al-Omar besiegt. Im September 1767 war die Feindschaft zwischen Dhaher und Nasif so groß, dass der französische Konsul in der Gegend Nasif als Hauptgegner Zahirs bezeichnete. Im Jahr 1768 gingen Nasif und Dhaher jedoch ein enges und dauerhaftes Bündnis ein, wobei beide Parteien von ihrer Zusammenarbeit gegen die osmanischen Gouverneure von Sidon und Damaskus profitierten. Von da an fungierte Dhaher als Vermittler und Beschützer von Nasif und den schiitischen Clans gegenüber den osmanischen Provinzbehörden. Nasif wiederum begleitete Zahir in vielen seiner Feldzüge gegen dessen Rivalen in Palästina, darunter die Scheichs von Jabal Nablus.
Nasif und Dhaher stellten die Autorität der osmanischen Gouverneure von Sidon und Damaskus und ihrer drusischen Verbündeten, die den Libanon beherrschten, in Frage. Als diese Koalition osmanischer Truppen 1771 eine Offensive gegen Nasif und Dhaher startete, schlugen die Truppen der beiden letzteren sie im Hula-See in die Flucht. Nach der Schlacht am Hula-See besiegten Nasifs Truppen, die etwa 3.000 Reiter zählten, eine 40.000 Mann starke drusische Streitmacht unter Emir Yusuf Shihab und töteten etwa 1.500 drusische Krieger. Laut Baron François de Tott, einem französischen Söldner der osmanischen Armee, schlug Nasifs Kavallerie sie "beim ersten Ansturm in die Flucht".
Danach eroberten die Truppen von Nasif und Dhaher die Stadt Sidon, die Hauptstadt der gleichnamigen Provinz, zu der Galiläa und Dschabal ʿAmil gehörten. Dieser Sieg markierte den Höhepunkt der schiitischen Macht im Libanon während der osmanischen Ära (1517–1917). Gemeinsam sorgten Nasif und Dhaher für beispiellose Sicherheit in Galiläa und im Südlibanon. Nach dem Sieg bei Sidon versöhnte sich Nasif allmählich mit Emir Yusuf und dem mächtigen drusischen Dschumblatt-Clan. Im September 1773 unterstützte er den Emir Yusuf in der Bekaa-Ebene, als dieser von den Truppen Uthman Paschas angegriffen wurde. Uthman Paschas Truppen flohen aus der Schlacht, als Nasifs Ankunft offensichtlich wurde.

### Untergang
Dhaher wurde 1775 in seiner Hauptstadt Akkon von den Osmanen besiegt und getötet, woraufhin die Osmanen Jezzar Pascha zum Gouverneur von Sidon und Akkon ernannten. Im Jahr 1780, nachdem er seine Herrschaft über Galiläa gefestigt und Zahirs Söhne besiegt hatte, startete Jezzar Pascha eine Offensive gegen die ländlichen Scheichs von Dschabal ʿAmil. Am 24. September 1781 wurde Nasif in einem dreistündigen Gefecht mit den Truppen von Jezzar Pascha, die Nasifs Kavallerie zahlenmäßig weit überlegen waren, erschossen. Etwa 470 von Nasifs Soldaten wurden ebenfalls bei der Konfrontation getötet, die sich bei Yaroun ereignete. Die Niederlage und der Tod Nasifs markierten faktisch das Ende der schiitischen Autonomie in Dschabal ʿAmil während der osmanischen Ära.
Die Truppen von Jezzar Pascha plünderten religiöse Stätten der Schiiten und verbrannten viele ihrer religiösen Texte. Auf Nasifs Tod folgte das Exil der schiitischen Scheichs auf dem Land nach Akkar, ein Exodus schiitischer Ulama in den Irak, Iran und anderswo sowie der Beginn einer Kampagne des neuen Oberhaupts des Ali-al-Saghir-Clans, Hamza ibn Muhammad al-Nassar, um sich der Herrschaft von Jezzar Pascha zu widersetzen. Hamza wurde schließlich verfolgt und hingerichtet. Mit der Machtübernahme von Bashir Shihab II. und Jezzars Ersetzung durch Sulaiman Pascha nach dessen Tod im Jahr 1804 einigten sich die beiden Führer auf einen Vergleich mit den schiitischen Clans, der Nasifs Sohn Faris zum Sheikh al-Mashayekh von Nabatäa und seinen Gebieten nördlich des Litani-Flusses ernannte.

## Vermächtnis
Nasif ist ein Vorfahre der El Assaad, einer libanesischen Politikerfamilie. In der populären Folklore von Dschabal ʿAmil wird Nasif dafür geschätzt, dass er für die Verteidigung seines Volkes gestorben ist. Laut dem Journalisten Nicholas Blanford waren die Guerillakampagnen der überwiegend schiitischen Amal-Bewegung und der Hisbollah gegen die israelischen Streitkräfte während der Besetzung des Südlibanon (1982–2000) "zum Teil aus derselben kulturellen Quelle des Trotzes und der Würde geschöpft, die Nasifs Militärkampagnen im 18. Jahrhundert getragen hatte".

## Bibliographie
- Nicholas Blanford: Warriors of God: Inside Hezbollah's Thirty-Year Struggle Against Israel. Random House Publishing Group, 2011, ISBN 978-0-679-60516-4 (google.com).
- Tamara Chalabi: The Shi'is of Jabal 'Amil and the New Lebanon: Community and Nation-State. Palgrave Macmillan, 2006, ISBN 978-1-4039-8294-0 (google.com).
- William Harris: Lebanon: A History, 600–2011. OUP USA, 2012, ISBN 978-0-19-518111-1 (google.com).
- Ahmad Hasan Joudah: Revolt in Palestine in the Eighteenth Century: The Era of Shaykh Zahir Al-ʻUmar. Kingston Press, 1987, ISBN 978-0-940670-11-2 (google.com).
- Wheeler McIntosh Thackston: Murder, Mayhem, Pillage, and Plunder: The History of the Lebanon in the 18th and 19th Centuries by Mikhayil Mishaqa (1800–1873). SUNY Press, 1988, ISBN 978-0-88706-712-9 (google.com).
- Thomas Philipp: Acre: The Rise and Fall of a Palestinian City, 1730–1831. Columbia University Press, 2013, ISBN 978-0-231-50603-8 (google.com).
- Stefan Winter: The Shiites of Lebanon under Ottoman Rule, 1516–1788. Cambridge University Press, 2010, ISBN 978-1-139-48681-1 (google.com).

| Personendaten    | Personendaten                        |
| ---------------- | ------------------------------------ |
| NAME             | Nassar, Nasif al                     |
| ALTERNATIVNAMEN  | Nasif ibn al-Nassar al-Wa'ili        |
| KURZBESCHREIBUNG | Scheich der schiitischen Stämme      |
| GEBURTSDATUM     | 17. Jahrhundert oder 18. Jahrhundert |
| STERBEDATUM      | 24. September 1781                   |